# Dimítris Kolovós
Dimítris Kolovós (grec moderne : Δημήτρης Κολοβός) est un footballeur international grec né le 27 avril 1993 à Athènes, qui évolue au poste de milieu offensif.

## Biographie
Dimítris Kolovós participe au championnat d'Europe des moins de 19 ans 2011 puis à la Coupe du monde des moins de 20 ans 2013 avec la sélection grecque. Lors du mondial U20, il inscrit un but contre le Mexique.

## Palmarès
| Olympiakos - Championnat de Grèce (1) : - Champion : 2015-16. |  | Sheriff Tiraspol - Championnat de Moldavie (1) : - Champion : 2020-21. |